# アルド・フィリカーノ
アルド・フィリカーノ（Aldo Firicano, 1967年3月12日 - ）は、イタリア・レッコ出身の元サッカー選手で指導者。現役時代のポジションはセンターバック。主にカリアリ・カルチョ、ACFフィオレンティーナでプレーした。

## 経歴
カリアリでは7シーズンを過ごし、通算200試合以上に出場した。1996年に移籍したフィオレンティーナでは、ACミランを破ってスーペルコッパ・イタリアーナを獲得した。2004年にUSセステーゼで現役を引退した。

## タイトル
フイオレンティーナ
- スーペルコッパ・イタリアーナ : 1996